# Lyropteryx olivia
Lyropteryx olivia är en fjärilsart som beskrevs av Butler 1870. Lyropteryx olivia ingår i släktet Lyropteryx och familjen Riodinidae. Inga underarter finns listade i Catalogue of Life.